# James Carlisle
Sir James Beethoven Carlisle (ur. 5 sierpnia 1937 w Bolands), polityk Antigui i Barbudy, gubernator generalny tego kraju od 10 czerwca 1993 do 17 lipca 2007. 

## Życiorys
Uczył się w Bolans Public School, a następnie przeniósł się do Wielkiej Brytanii, gdzie studiował w Northampton College of Technology, a następnie na Uniwersytecie Dundee, który ukończył z dyplomem stomatologa. Przez rok pracował w Wielkiej Brytanii, a następnie powrócił do kraju w 1979, tylko aby po roku ponownie rozpocząć pracę na Wyspach Brytyjskich. 
Ostatecznie powrócił na stałe w 1981, gdzie aż do objęcia urzędu w 1993 roku pracował jako dentysta, uczestnicząc również w akcjach edukacyjnych dotyczących higieny zębów.
Sir James Carlisle jest członkiem Kościoła Adwentystów Dnia Siódmego. Jest żonaty z Naldą Amelią i ma pięcioro dzieci.